# 菲德尔·瓦尔德斯·拉莫斯
菲德尔·瓦尔德斯·拉莫斯（英語：Fidel Valdez Ramos；1928年3月18日—2022年7月31日），菲律賓第12任總統。他在费迪南德·马科斯独裁統治時期官至菲律宾武装部队副参谋长；1986年在人民力量革命中倒戈相向，使马科斯政府倒台。他是唯一一位從少尉升至菲律宾武装部队参谋長的軍官，亦是菲律賓歷史上唯一的新教徒總統。

## 生平
拉莫斯出身于菲律賓中吕宋邦邦阿西楠省林加迁市，属邦阿西楠人；父祖輩在菲國政界歷任要職，其父曾任外交部長與菲律賓駐中華民國大使。拉莫斯是前总统费迪南德·马科斯的姨表弟，1948年毕业于马尼拉国立大学；1950年毕业于美国西点军校获理学士学位；1951年获伊利诺伊大学香槟分校土木工程硕士学位。
1960年后，历任軍方要職：武装部队非常规战争委员会主席、陆军特别空降司令、总统军事事务助理、助理参谋长兼情报局局长、武装部队民防训练中心总指挥、保安军司令兼国家警察部队总监、菲律宾武装部队副参谋长等职。
1986年菲律宾二月革命中，拉莫斯与前国防部长恩里莱一起宣布脱离马可仕政府，支持柯拉蓉出任总统，他被任命为菲律宾武装部队参谋长，并获上将军衔；1988年出任国防部长。
1992年6月30日，接替卸任的柯拉蓉出任總統，任職六年，直至1998年交棒予新當選的约瑟夫·埃斯特拉达。
在拉莫斯的六年總統任期內，他成功穩住在马可仕倒台後崩潰的菲律賓經濟，保持政治穩定及改善菲律賓的民主自由環境，於2007年獲得世界和平獎最高榮譽獎。
2022年7月31日，羅慕斯因COVID-19併發症去世。

## 争议
1994年2月，拉莫斯在马来西亚首相马哈迪·莫哈末访问菲律宾期间获马哈迪赠送价值57,000美元的普腾威拉豪华轿车，引起菲律宾国内极大争议。批评人士认为，赠送豪华轿车的目的是让拉莫斯放弃对沙巴的主权要求，而拉莫斯在和马哈迪会谈时双方也确实已同意搁置所有关于沙巴主权争议课题的谈判。反对党参议员阿图·莫德斯托·托伦蒂诺表示，豪华轿车礼物是马来西亚政府为寻求拉莫斯的支持而赠送，以让拉莫斯淡化该争议课题，与马来西亚建立更友善的双边关系。对于争议，拉莫斯表示该轿车将在他1998年任期结束后捐赠给政府。